# BesTV
BesTVニューメディア（ベスティービーニューメディア、中国語: 百视通新媒体、英語: BesTV New Media）は、中華人民共和国の上海メディアグループ傘下のIPTVサービス企業である。中国において、最初のIPTVサービスを開始しており、世界最大となる2,500万世帯の利用者を擁するIPTV事業者でもある。

## 歴史
2004年、中国本土のテレビ局の中で最初のブロードバンド放送サービスプラットフォームを確立し、中国初のインターネットテレビブランド「東方寛頻（中国語: 东方宽频）」を作成した。
2005年、上海市と黒竜江省にて、中国初のIPTVパイロット商用利用を開始。技術、コンテンツ、ビジネスモデルの観点から徐々に調査と革新を行った。また、中国初のモバイルテレビプラットフォームを確立した。
2011年12月30日、バックドア放送情報の再編成を通じ、上海証券取引所に上場した。
2012年3月、風行網路有限公司と北京風行在銭技術有限公司のそれぞれの35%を取得するために、現金で3,000万米ドルを費やすと発表した。同年5月、上海市にて中国初の新しいメディア研究所を設立し、同年10月に上海交通大学と共同で「BesTV大学」を設立し、新たなメディアの国境を越えた共同研究開発と人材育成を開始し、長期にわたるタームインダストリーを発展した。
2013年9月29日、マイクロソフトと共同で「上海百家合信息技述発展有限公司」を設立した。上海自由貿易区に定住した最初の企業となり、電子ゲーム業界に携わることになる。
2015年6月、東方明珠電視塔を吸収合併し、資産を購入するために株式を発行し、現金を支払い、大規模な資産再編のためにマッチングファンドを調達した。
2020年9月3日、上海メディアグループはストリーミングメディア戦略の開始を発表した。「BesTV +」を発表し、上海メディアグループと東方明珠電視塔の統合された唯一の動画配信ストリーミングプラットフォームとなった。これは、複数の端末を1つのアカウントで接続し、チャンネルとコンテンツを開き、大小の画面を開き、プライベートネットワークとモバイルインターネットを開くようになっており、オンラインとオフラインのユーザー中心の「コンテンツ+サービス」デュアルコアドライブで、5G時代のアプリケーションプラットフォームを作成するものである。